# Desmodium rubrum
Desmodium rubrum là một loài thực vật có hoa trong họ Đậu. Loài này được (Lour.) DC. miêu tả khoa học đầu tiên.